# Larry Fast

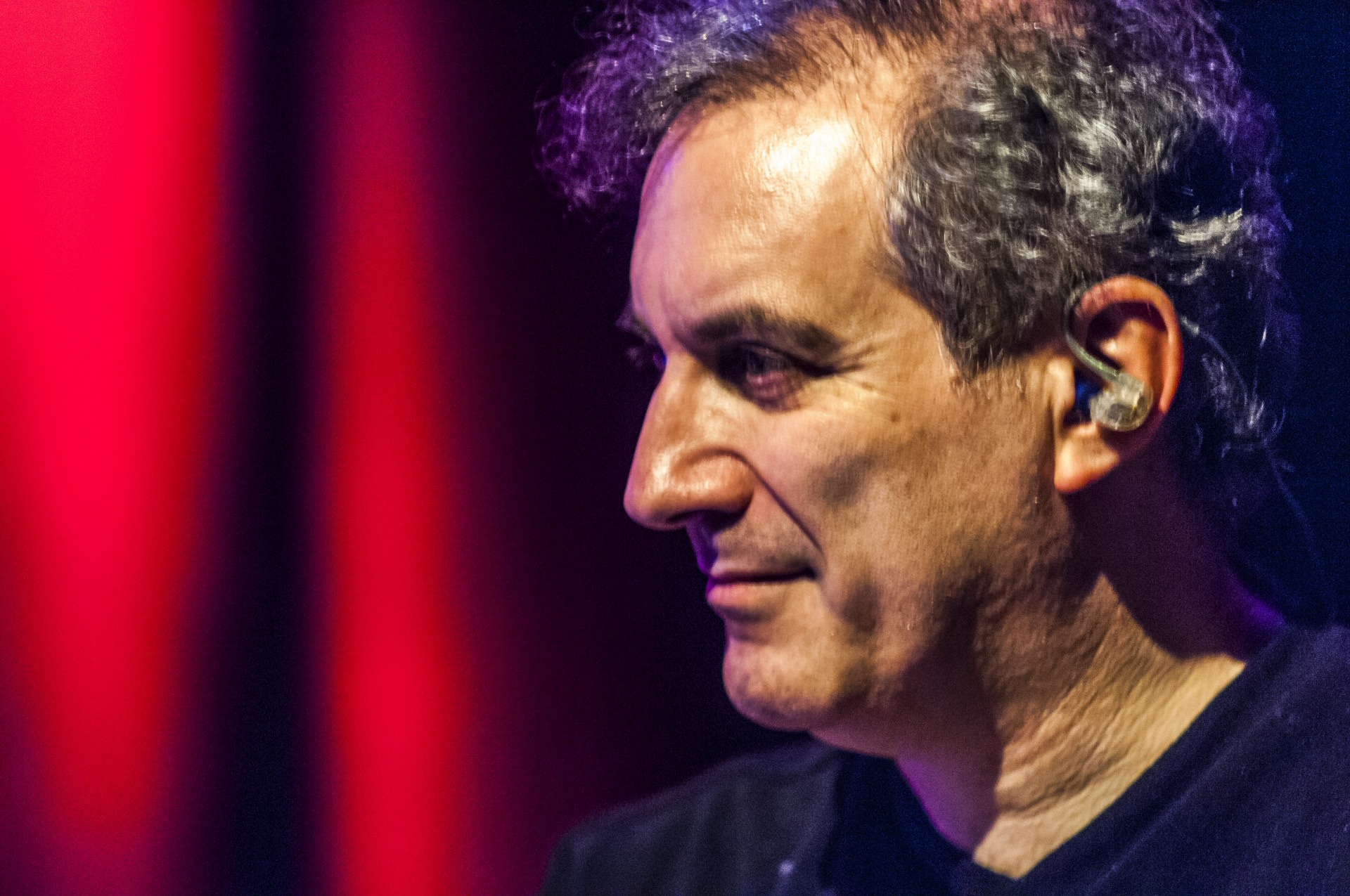
Larry Fast

Larry Fast (* 10. Dezember 1951 in Newark, USA) ist ein amerikanischer Musiker und Komponist, Stilrichtung Elektronische Musik, der vor allem als Keyboarder von Peter Gabriel bekannt wurde.
Der Synthesizer-Experte wuchs in Livingston, New Jersey auf und machte am Lafayette College in Pennsylvania einen Abschluss in Geschichte. Sein Interesse an elektronischer Musik beruht auf der Verschmelzung seines Klavier- und Geigenspiels mit seinem Interesse an Informatik.
Nach einem kurzen Gastspiel bei der Gruppe Nektar startete Fast seine Solokarriere: Unter dem Pseudonym Synergy komponierte und arrangierte Larry Fast in den Jahren 1975 bis 1987 diverse Alben auf seinem eigenen Label Passport Records. Im selben Zeitraum arbeitete er mit Peter Gabriel zusammen und spielte Synthesizer auf dessen Konzerten und Studioaufnahmen.

## Diskografie
- Electronic Realizations for Rock Orchestra (1975)
- Sequencer (1976)
- Cords (1978)
- Games (1979)
- Audion (1981)
- Computer Experiments I (1981)
- The Jupiter Menace (1982, Soundtrack zum gleichnamigen Dokumentarfilm von Jim Ellison)
- Semi-Conductor (1984, Kompilation mit zwei neuen Stücken)
- Metropolitan Suite (1987)
- Reconstructed Artefacts (2002, neu arrangierte Aufnahmen der Vorgängeralben)